# Leki trombolityczne
Leki trombolityczne, leki fibrynolityczne – leki stosowane w celu rozpuszczania zakrzepów wewnątrznaczyniowych, aby udrożnić naczynia krwionośne.
Występują trzy generacje:
- leki pierwszej generacji: streptokinaza, urokinaza, anistreplaza (acylowany kompleks streptokinazy z plazminogenem)
- leki drugiej generacji: rekombinowany aktywator plazminogenu (rt-Pa), alteplaza (t-PA), prourokinaza (scu-PA)
- leki trzeciej generacji: modyfikowane drogą inżynierii genetycznej aktywatory plazminogenu: reteplaza, tenekteplaza, lanoteplaza.